# Plocamopherus
Plocamopherus Rüppell & Leuckart, 1828 è un genere di molluschi nudibranchi della famiglia Polyceridae.

## Tassonomia
Il genere comprende le seguenti specie:
- Plocamopherus amboinensis Bergh, 1890
- Plocamopherus apheles Barnard, 1927
- Plocamopherus ceylonicus (Kelaart, 1858)
- Plocamopherus fulgurans Risbec, 1928
- Plocamopherus imperialis Angas, 1864
- Plocamopherus indicus Bergh, 1890
- Plocamopherus lemur Vallès & Gosliner, 2006
- Plocamopherus lucayensis Hamann & Farmer, 1988
- Plocamopherus maculapodium Vallès & Gosliner, 2006
- Plocamopherus maculatus (Pease, 1860)
- Plocamopherus maderae (Lowe, 1842)
- Plocamopherus margaretae Vallès & Gosliner, 2006
- Plocamopherus ocellatus Rüppell & Leuckart, 1828
- Plocamopherus pecoso Vallès & Gosliner, 2006
- Plocamopherus pilatectus Hamann & Farmer, 1988
- Plocamopherus tilesii Bergh, 1877